# Detekce anomálií
Detekce anomálií je v data miningu úloha určení těch položek (příkladů, bodů), událostí nebo pozorování, které neodpovídají očekávanému vzoru nebo jiným požadavkům v datasetu. Typicky se anomální položky transformují na nějaký druh problémů, jako např. bankovní podvod, strukturální defekt, zdravotní problém nebo nalezení chyby v textu. Anomálie jsou taky nazývány odlehlé hodnoty (outliery), novinky, šum, odchylky nebo výjimky.
Speciálně v oblasti správy síti a detekce průniku jsou zajímavé objekty nikoli zřídkavé objekty, ale neočekávané výtrysky (en: burst) aktivity. Takovýto vzor nevyhovuje obvyklé statistické definici outlieru jako zřídkavému objektu (anebo vzdálenému od jiných) a mnoho metod detekce outlierů (zvláště nesupervizované metody) selže při jejich detekci, pokud nejsou vhodně agregovány. Kdežto taky nesupervizované klastrovací algoritmy mohou být schopny detekovat mikroklastry vytvořené těmito vzory.